# グラーツ市電600形電車
600形は、オーストリア・グラーツの路面電車であるグラーツ市電に在籍する車両。旧型電車の置き換えを目的として1980年代に導入された連接車である。

## 概要
1970年代後半以降、グラーツ市電では老朽化が進行し安全性にも問題があった2軸車の置き換えが進行していた。その一環として、1986年から1987年にかけて12両（601 - 612）が生産されたのが600形である。製造当時ドイツのデュワグが展開していた路面電車車両のM形/N形電車を基に設計が行われており、片運転台の箱型車体を有する。
製造当初は2車体連接車であったが、1999年にボンバルディア・トランスポーテーションのウィーン工場で生産された床上高さ320 mmの低床車体を中間に追加する工事を受け、3車体連接車となった。この改造にあたっては廃車となった車両から付随台車が流用されている。2023年現在も全車が在籍しているが、2020年代中盤以降に導入予定の超低床電車による置き換えが検討されている。

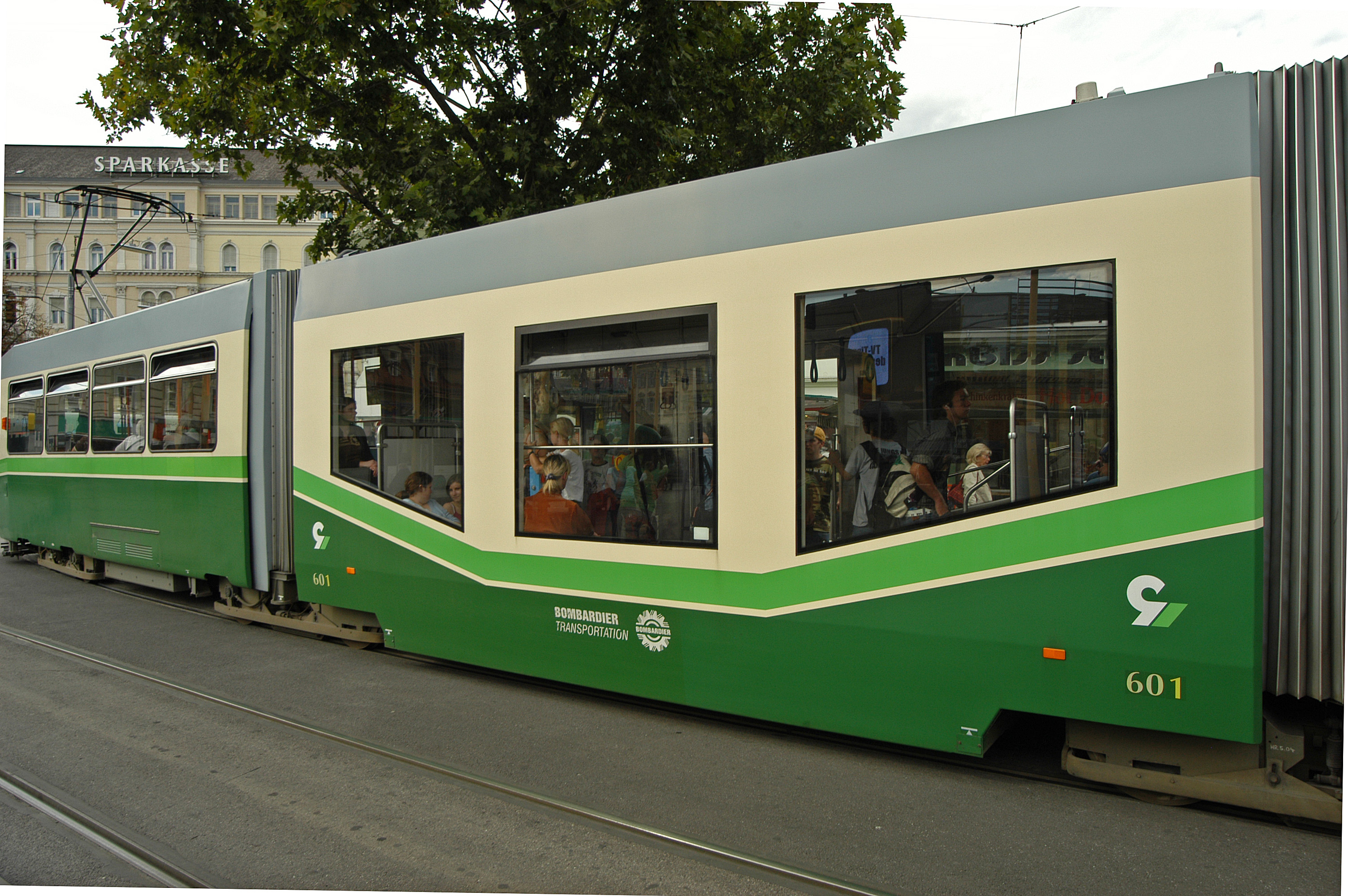
1999年に追加された低床車体（2007年撮影）
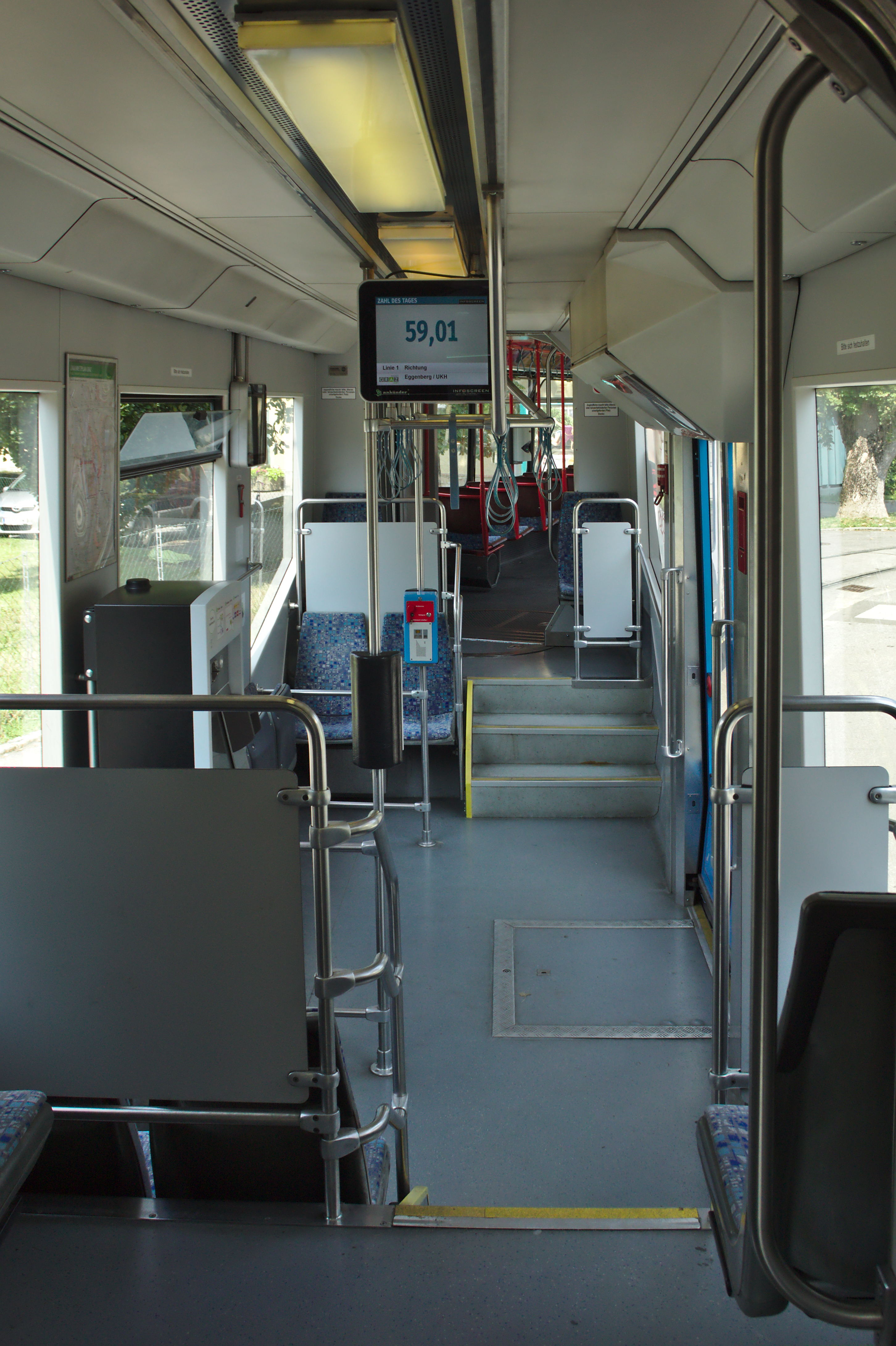
車内（低床車体）
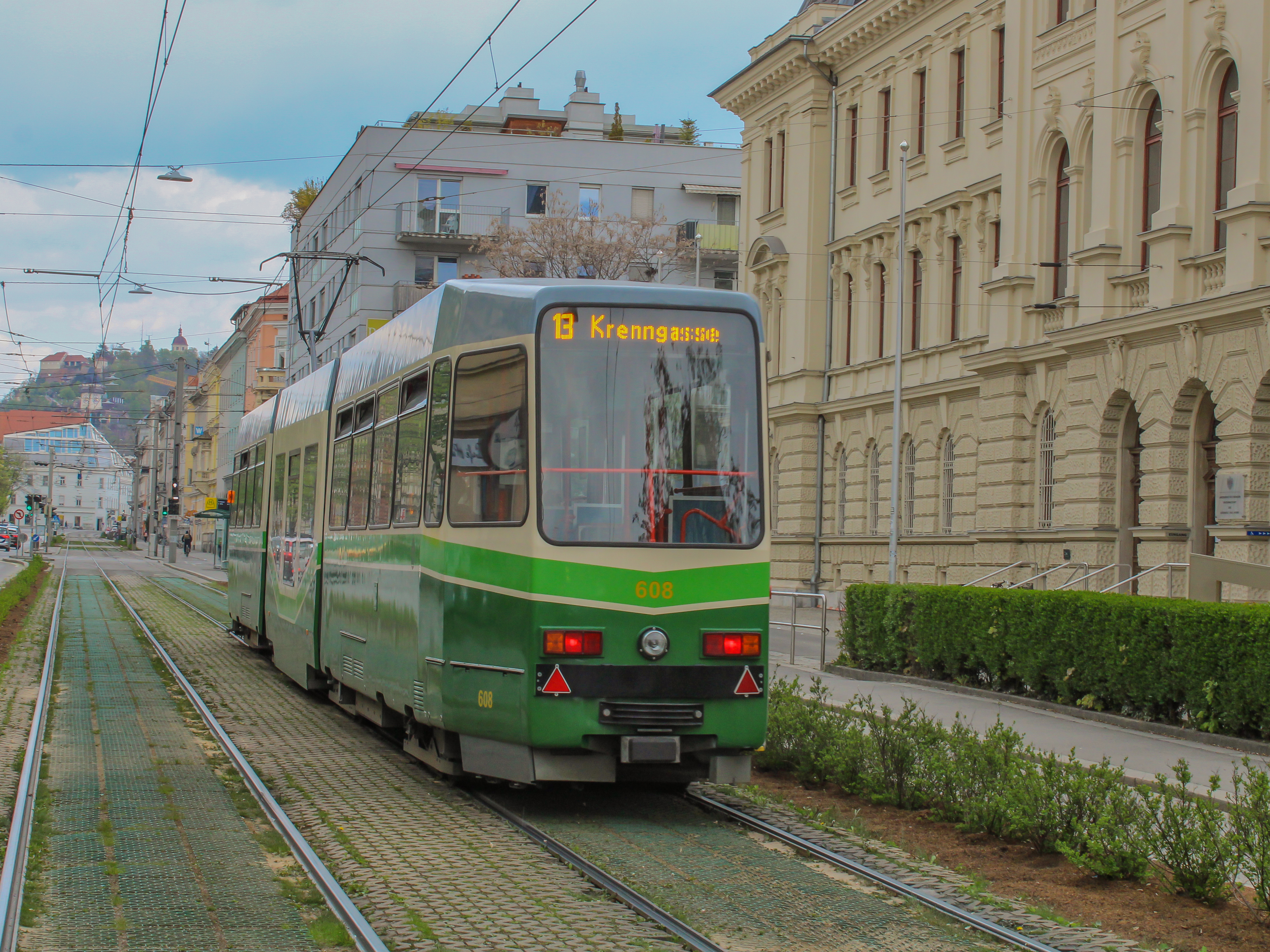
後方（2021年撮影）

## ギャラリー

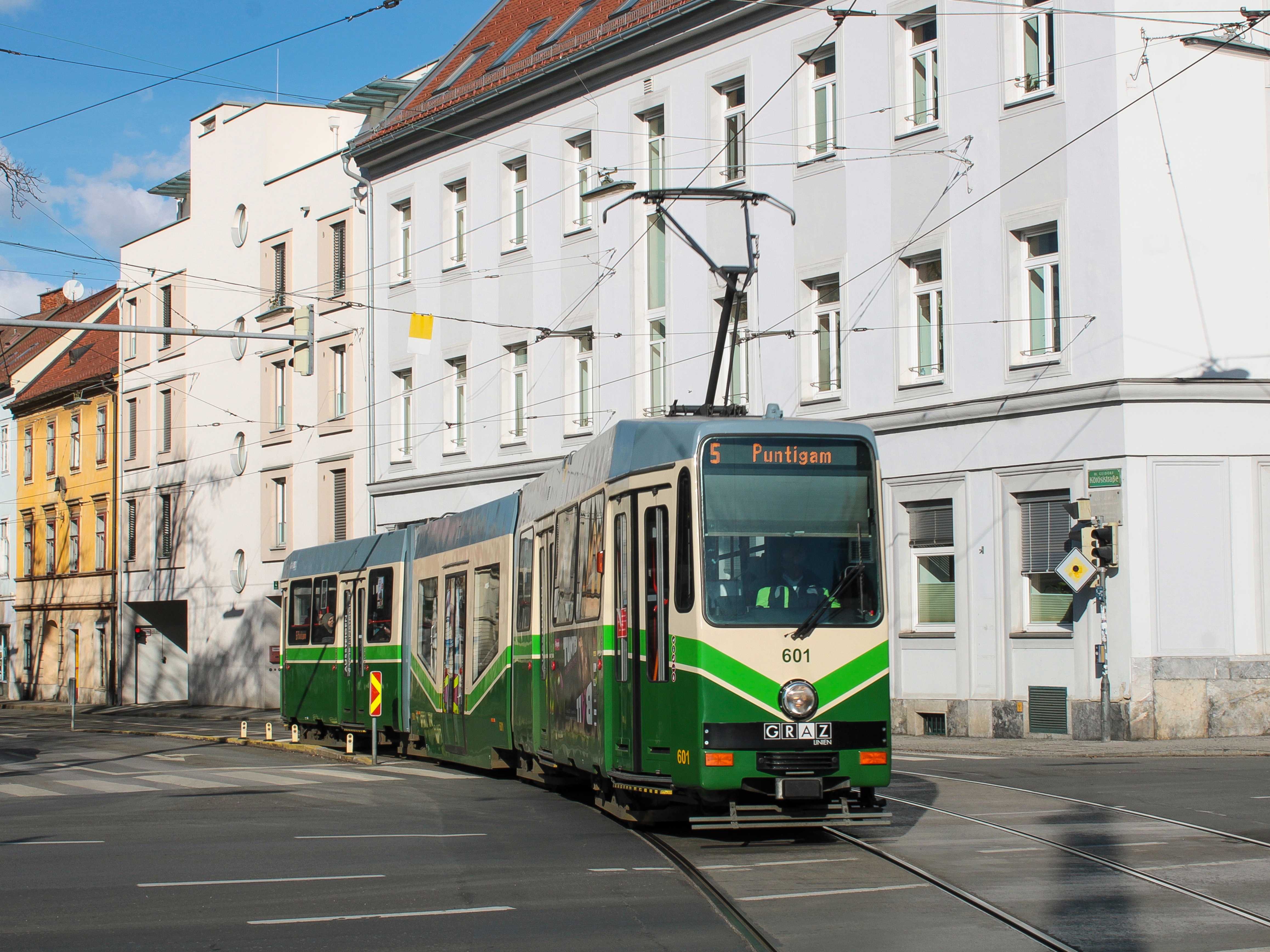
601（2023年撮影）
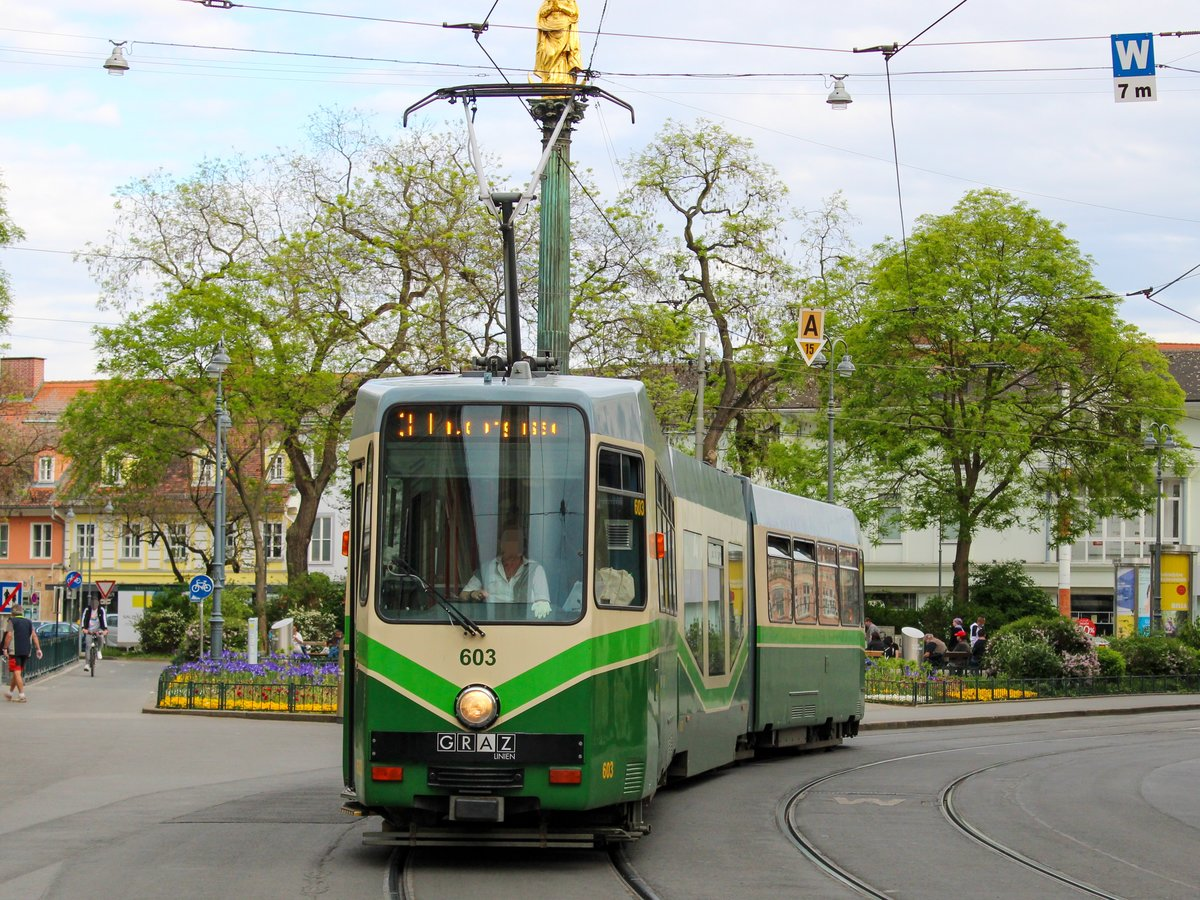
603（2020年撮影）
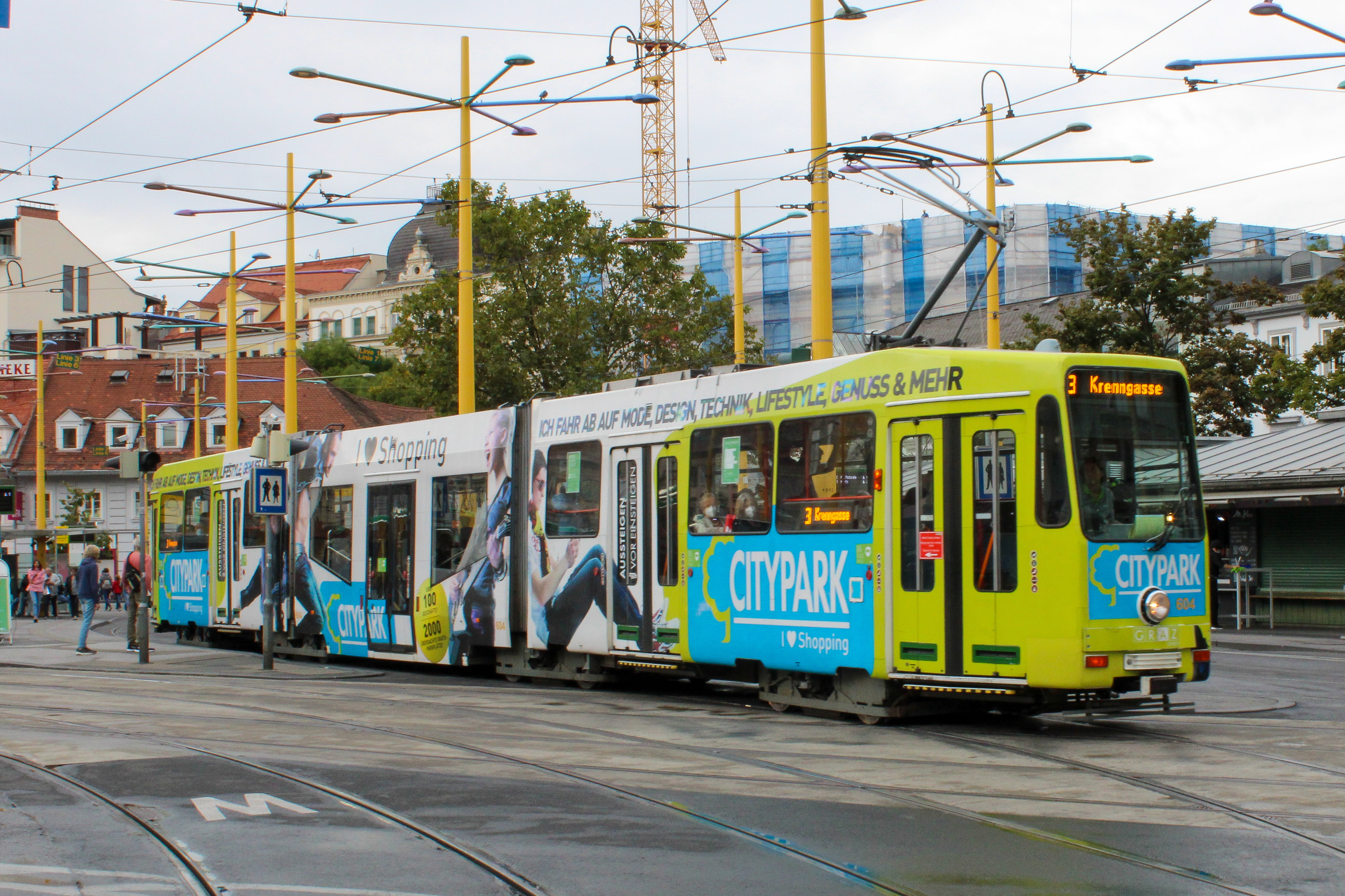
604（広告塗装）（2020年撮影）
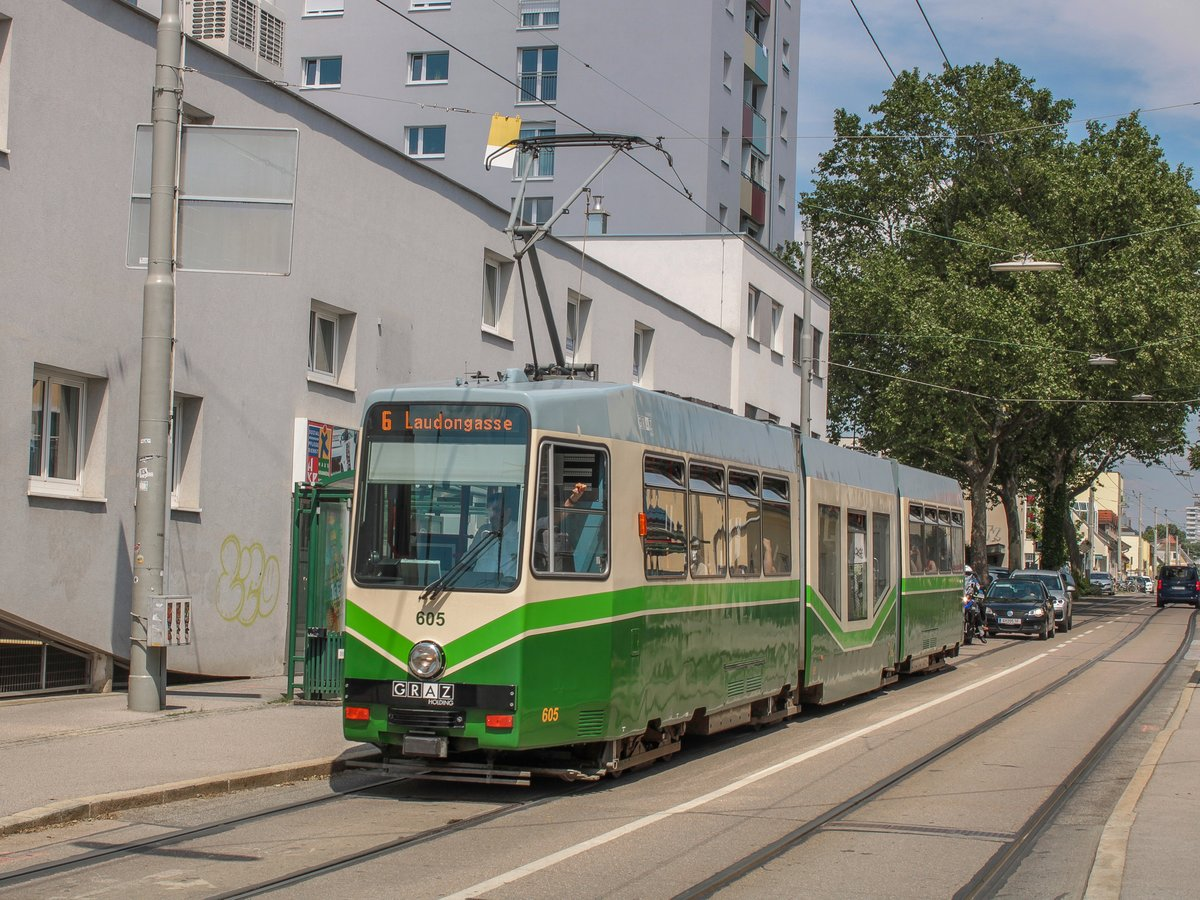
605（2021年撮影）
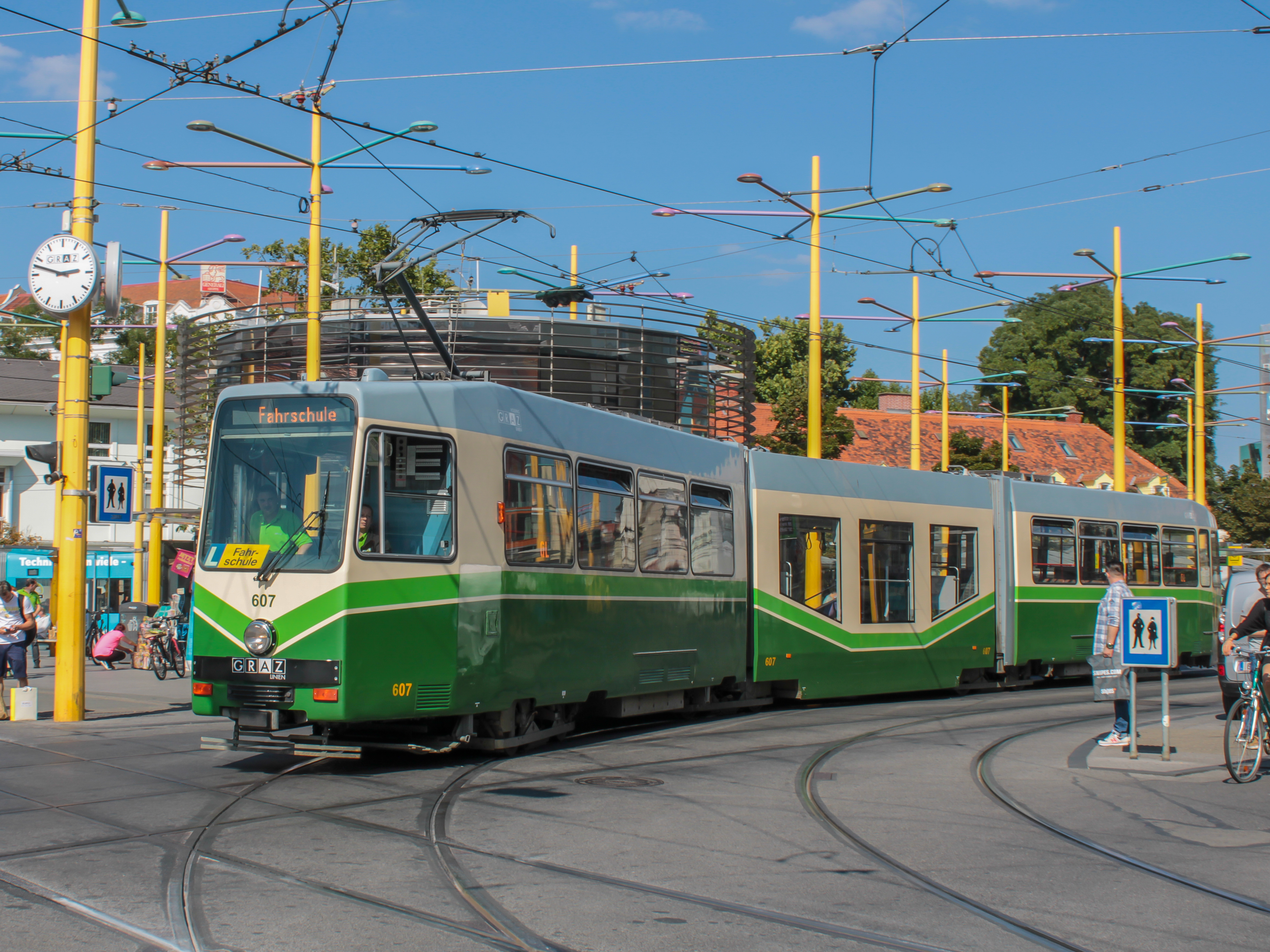
607（2021年撮影）
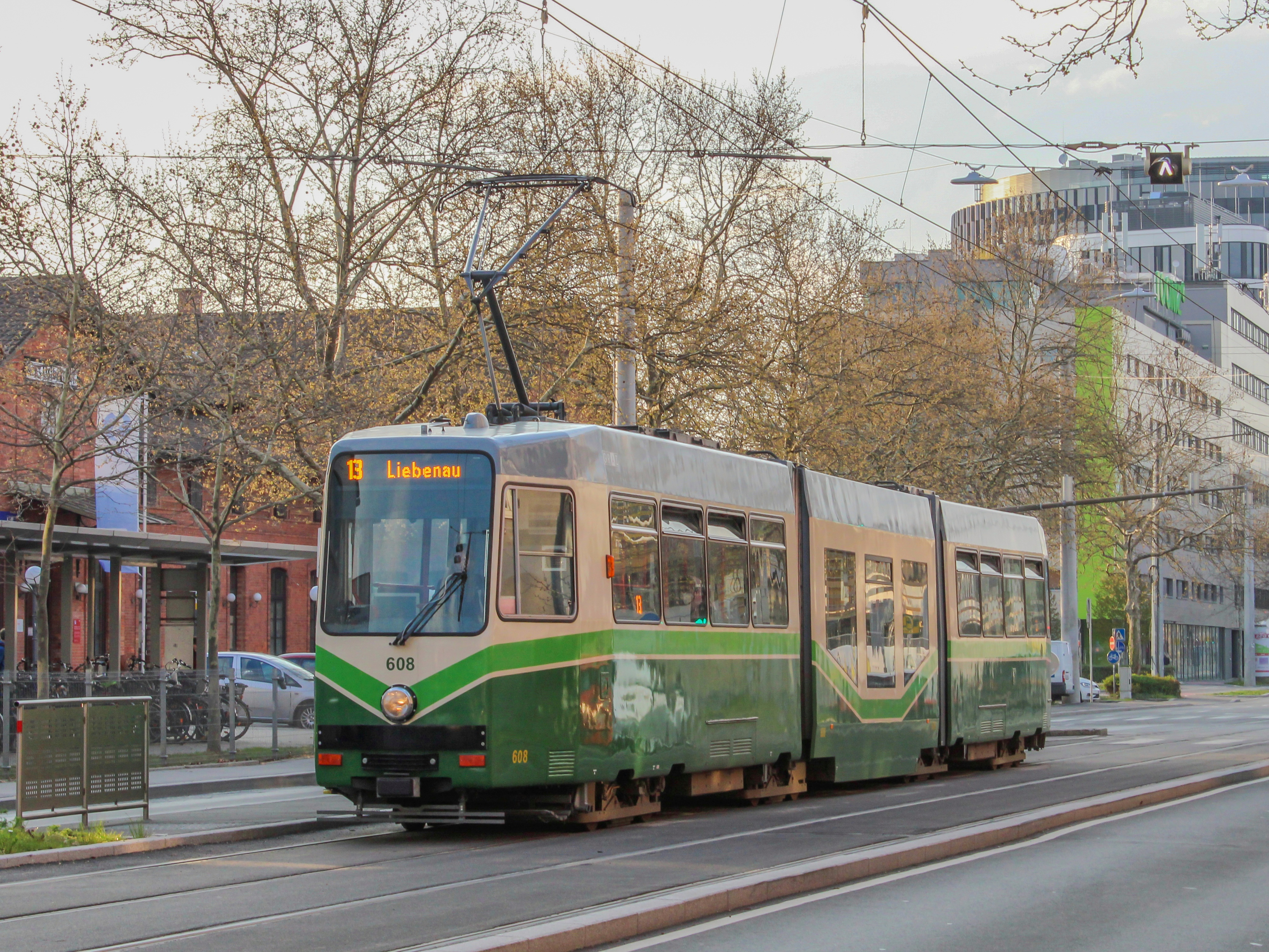
608（2021年撮影）
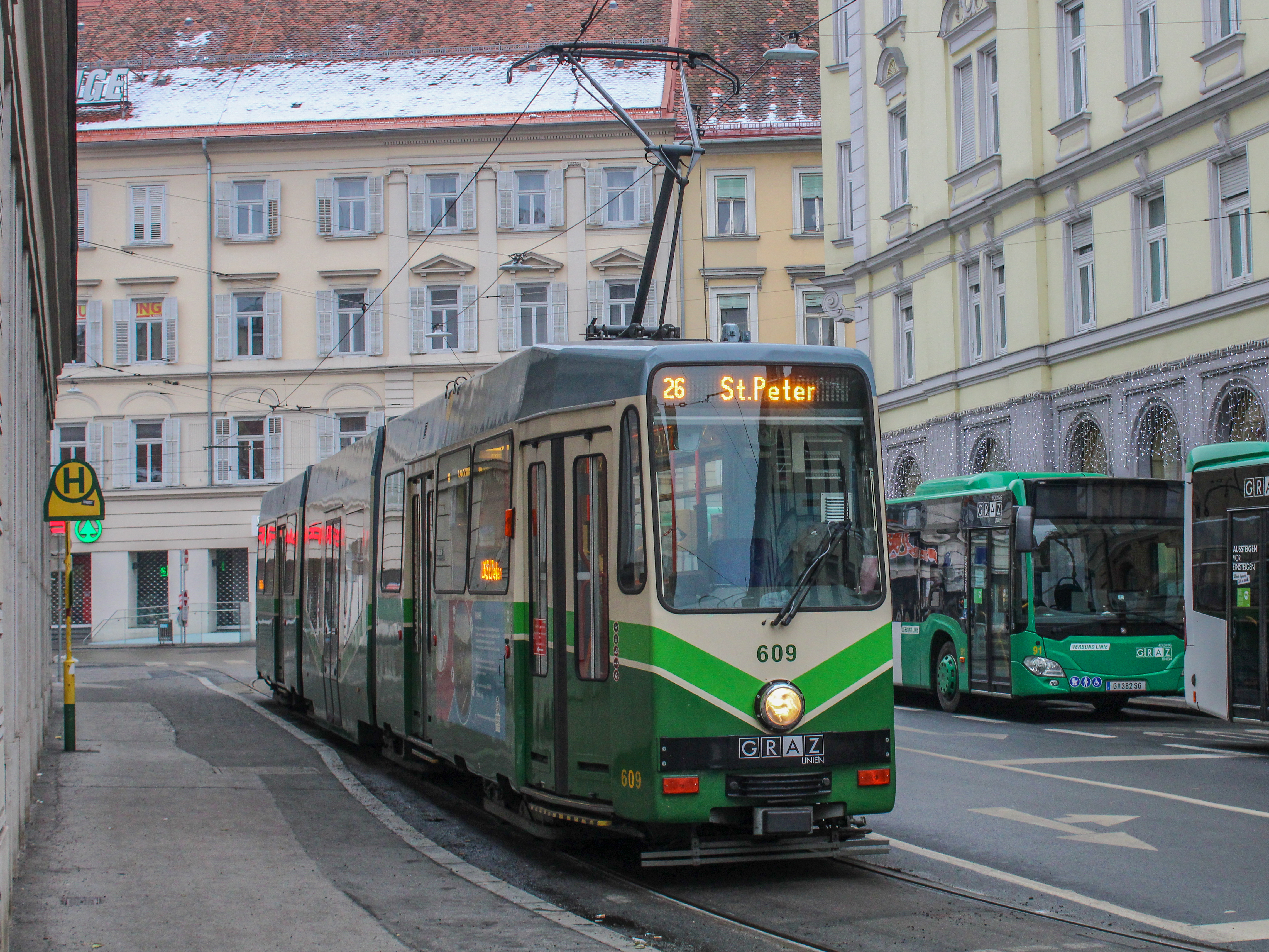
609（2020年撮影）
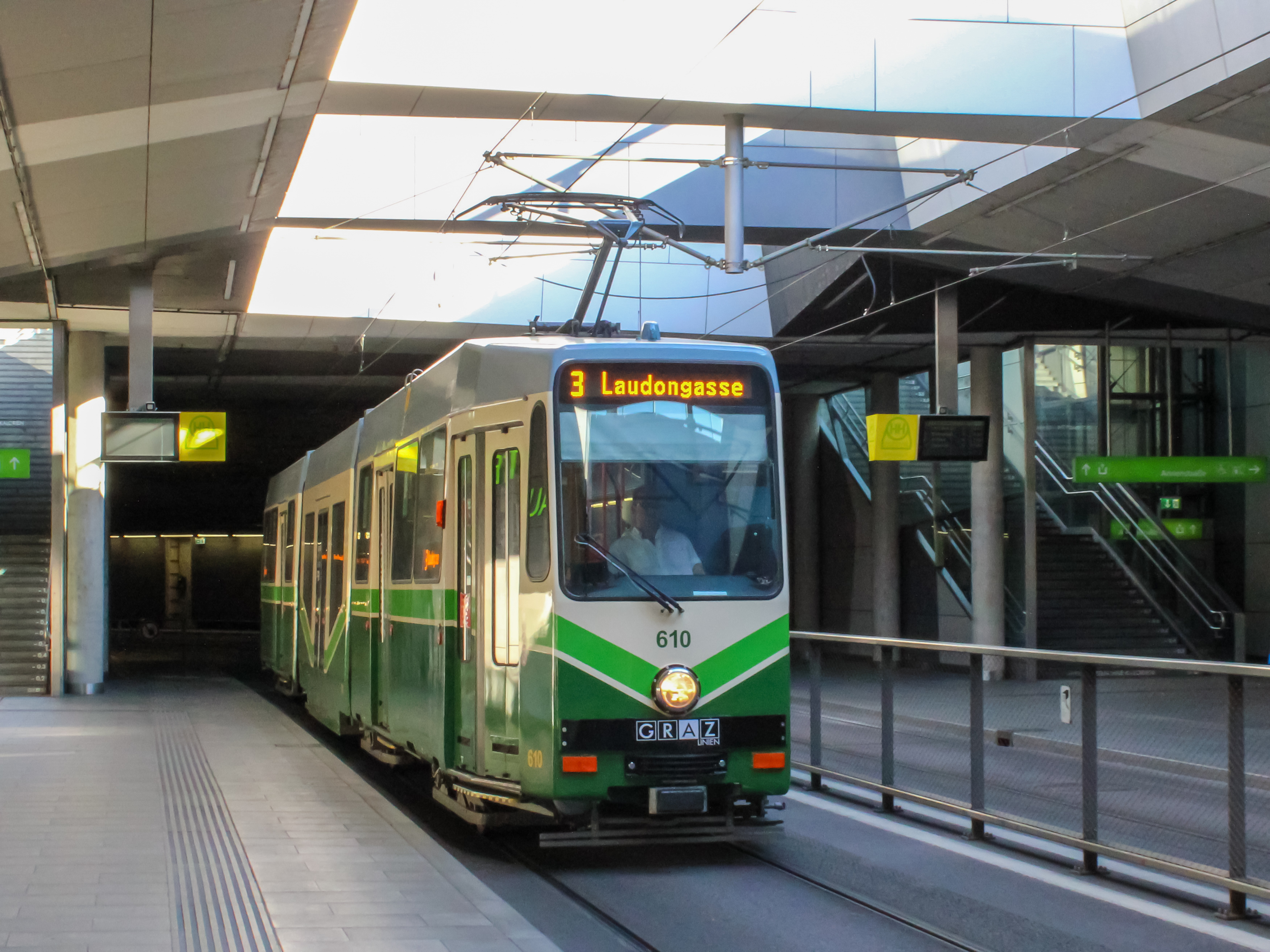
610（2020年撮影）
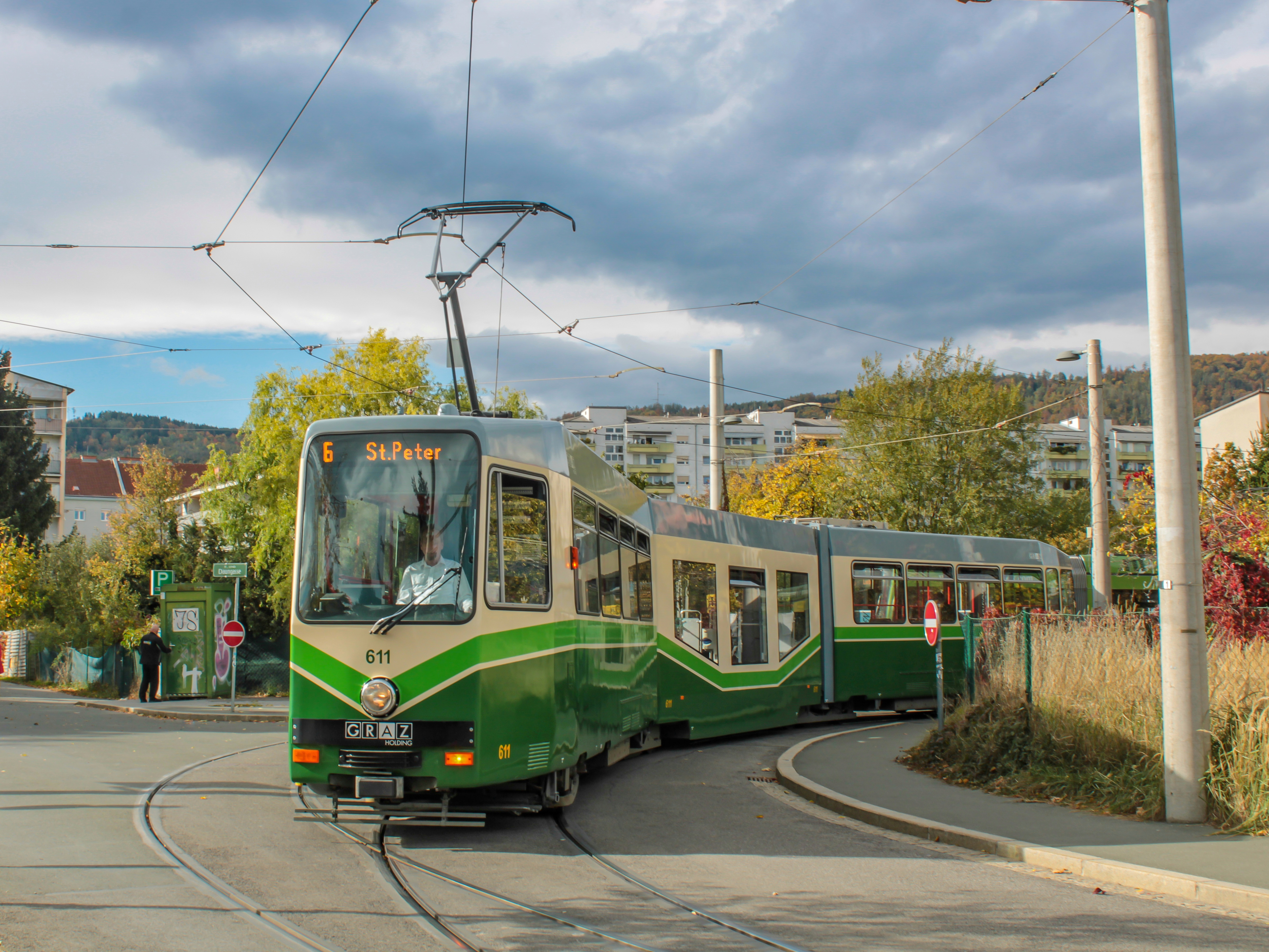
611（2021年撮影）
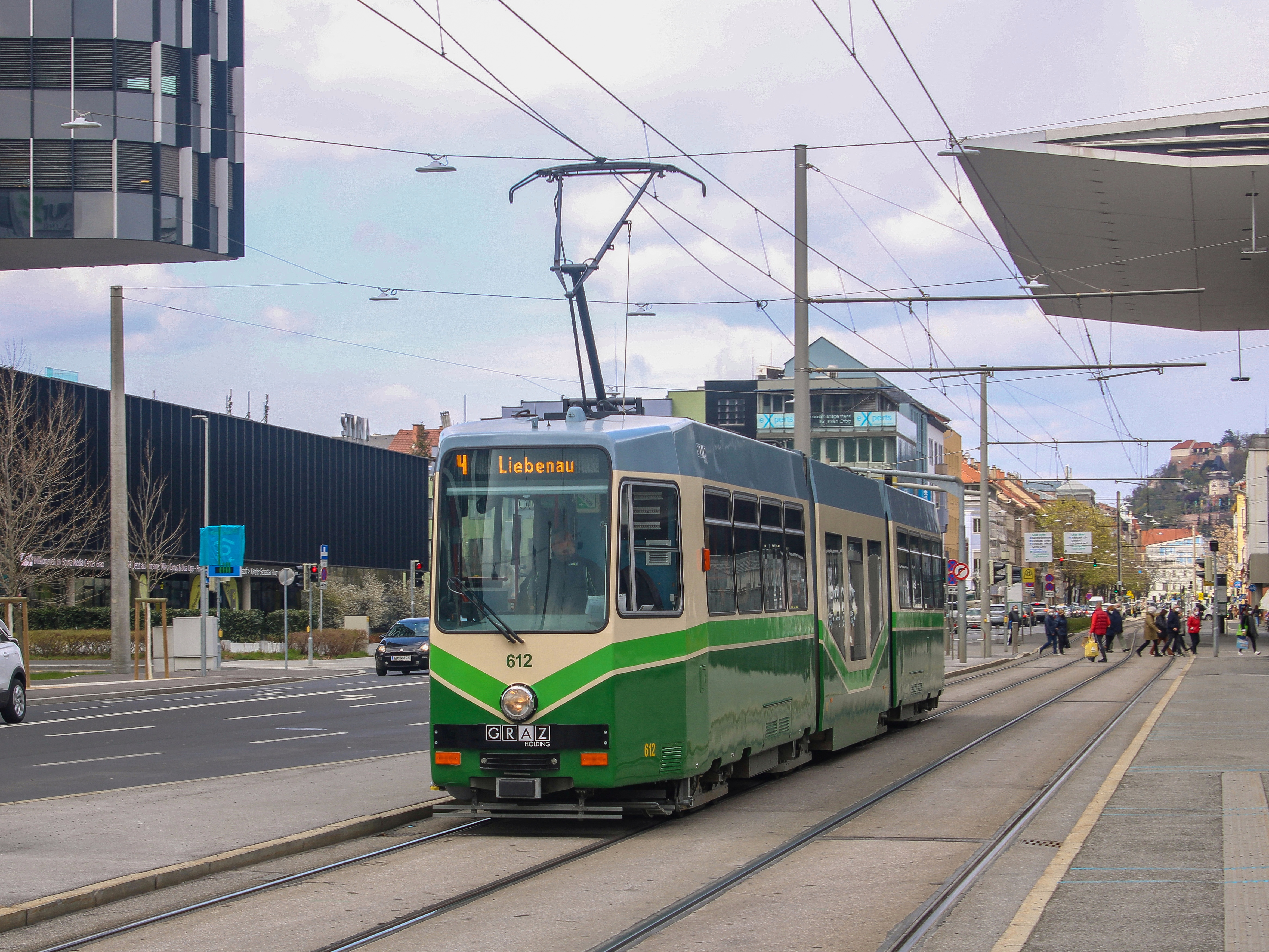
612（2021年撮影）